# 루오인
루오인(Luo)은 케냐 서부와 탄자니아 북부 마라 지역에 사는 나일족 계통의 민족이다. 루오인은 케냐에서 키쿠유족 (17.13%), 루히아족 (14.35%), 칼렌진족 (13.37%)에 이어 4번째로 큰 민족이다. 2001년에는 110만 명, 2020년에는 340만 명으로 추산되었다. 이들은 남수단, 에티오피아 남서부, 우간다 북부와 동부, 차드, 중앙아프리카 공화국, 나이지리아, 콩고 민주 공화국 북동부, 케냐 남서부, 탄자니아 북부에 이르는 지역에 사는 더 큰 친척 루오인들의 일부이다.
그들은 나일어족의 서부 나일어파에 속하는 돌루오어라고도 알려진 루오어를 사용한다. 돌루오어는 다른 루오인이 사용하는 언어들과 상당한 어휘적 유사성을 가지고 있다.
루오인은 15세기에서 20세기 사이에 우간다에서 케냐 서부로 이주한 이민자들의 후손이다. 이 이주자들은 우간다에서 발견되는 루오인, 특히 아촐리족과 아돌라족과 밀접한 관련이 있었다. 그들이 케냐와 탄자니아로 이주하면서, 그들은 그 지역에 오랫동안 정착되어 있던 다른 공동체들과 마주치면서 상당한 유전적, 문화적 혼합을 겪었다.
전통적으로 루오인은 목축, 종자 양식, 사냥으로 보완된 어업을 혼합 경제로 실천했다. 오늘날, 루오인은 다양한 직업에서 동아프리카의 지적 노동력과 숙련된 노동력의 상당한 부분을 차지한다. 그들은 또한 소작업, 소규모 농업, 도시 일과 같은 다양한 무역을 한다.
루오인 벵가, 오한글라를 포함한 많은 대중음악 장르의 창시자이다. 벵가는 아프리카에서 가장 인기 있는 장르 중 하나이다.

## 거주지
현재 케냐와 탄자니아 루오인의 고향은 서부 케냐의 옛 니안자주와 북서 탄자니아 마라주의 빅토리아호 동쪽 분지에 있다. 이 지역은 열대 위도에 속하며 적도에 걸쳐 있다. 이 지역은 평균 강우량도 받았다. 평균 고도는 해발 3700에서 6000피트 사이이다.

## 루오인의 저명한 인물 목록

저명한 인물
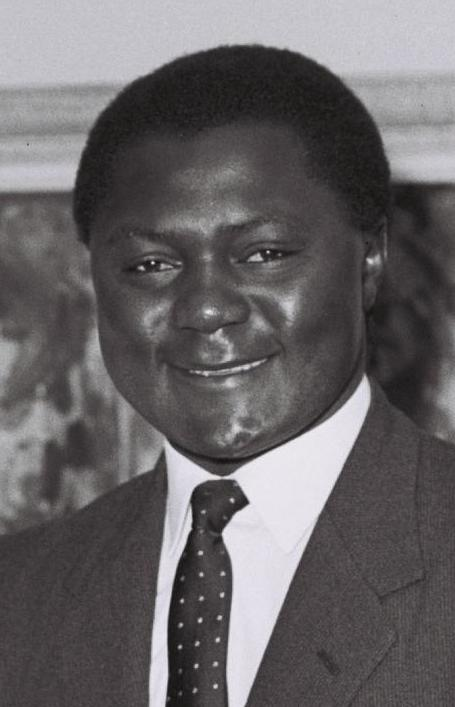
톰 음보야 케냐의 정치가이자 건국의 아버지 중 한 명
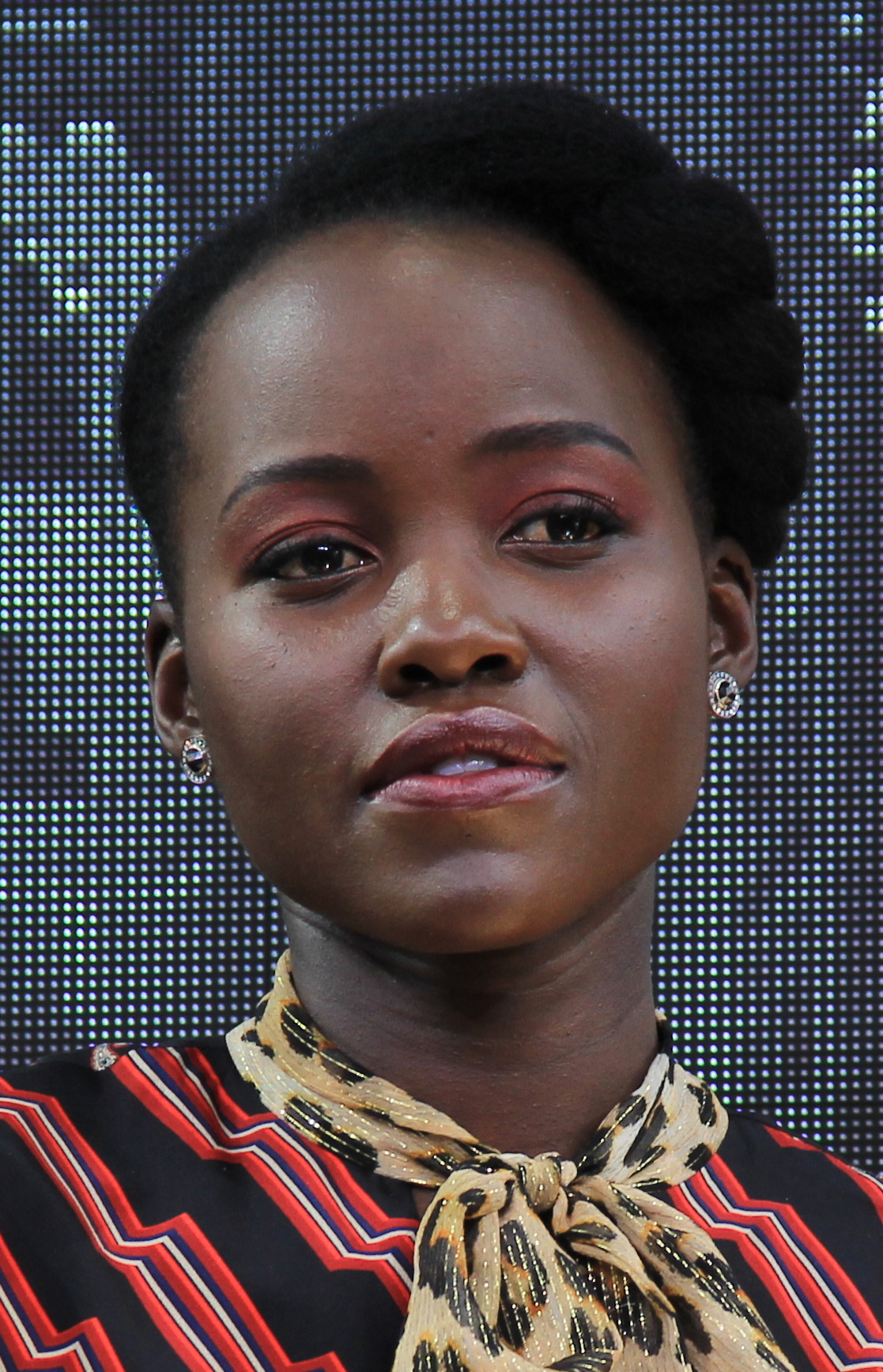
루피타 뇽오 여배우이자 최초의 흑인 아카데미상 수상자
버락 오바마 미국의 제44대 대통령. 친부가 루오인이다.
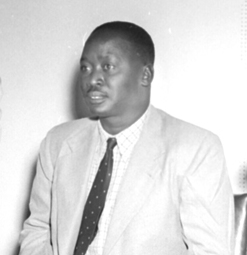
자라모기 오깅가 오딩가 케냐의 제1대 부통령
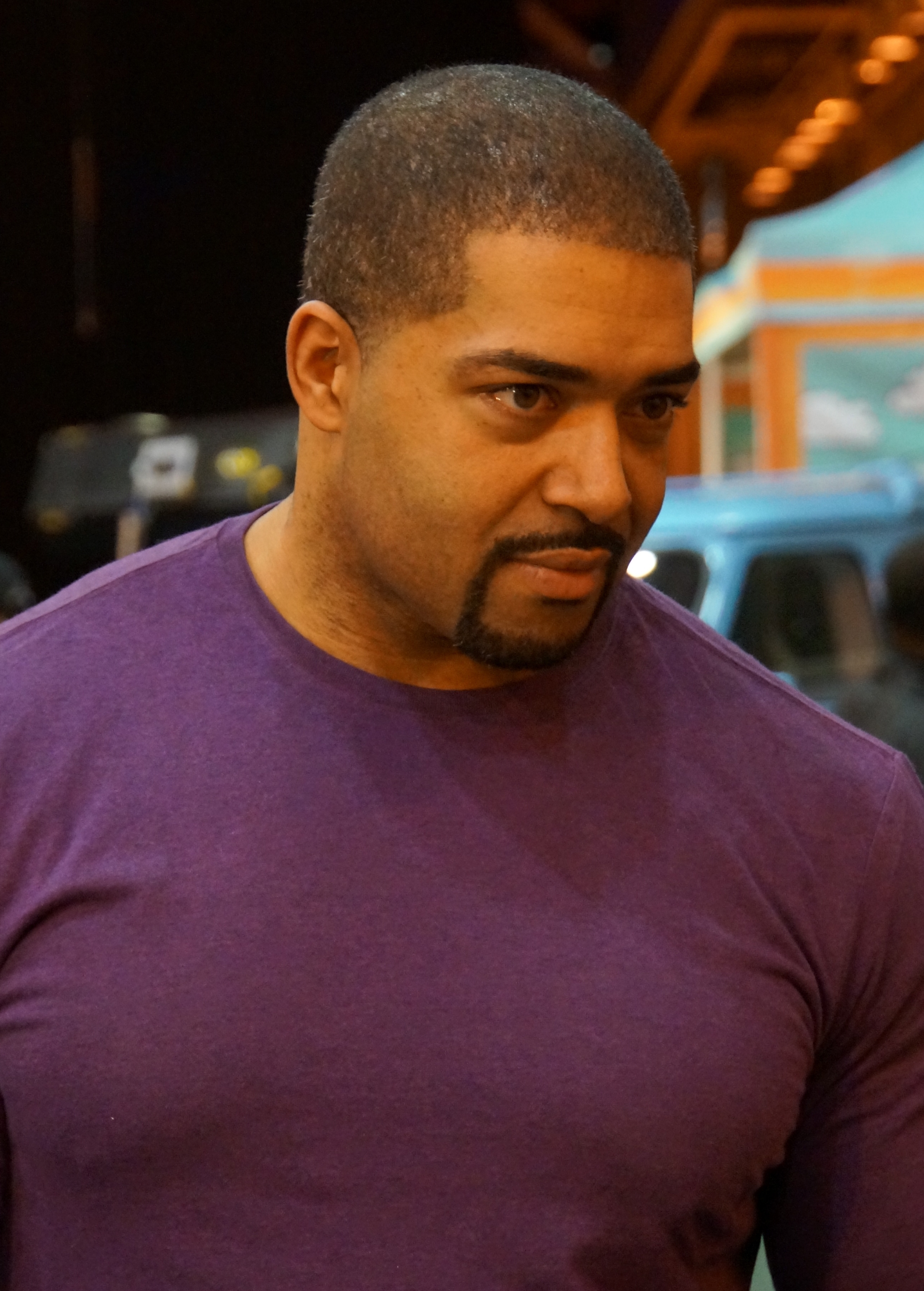
데이비드 오텅가 배우, 변호사, 전 WWE 프로레슬러

## 같이 보기
- 키수무
- 레지오 마리아